# Buzzle Bee
Buzzle Bee — студийный альбом британской авант-поп группы The High Llamas, изданный 23 октября 2000 года на лейблах Duophonic Records и Drag City Records.

## Отзывы
| Оценки критиков                   | Оценки критиков |
| Источник                          | Оценка          |
| --------------------------------- | --------------- |
| AllMusic                          | [ 4 ]           |
| The Encyclopedia of Popular Music | [ 5 ]           |
| Pitchfork                         | 6.0/10          |

Exclaim! написал: «Buzzle Bee доказывает, что Llamas создали свой фирменный звук, и большая его часть безупречно прекрасна. Однако есть ощущение, что это также вершина; если их музыка не станет такой же удобной, как все эти сравнения с Beach Boys, то в следующий раз должны произойти настоящие сюрпризы». NME написал, что «The Passing Bell» — это блестящий капри-солнечный поп — и О’Хаган знает это, потому что он позволяет ему красиво плыть по течению в течение десяти минут. После этого мы оказываемся во власти его неуёмного желания не говорить ничего существенного в стиле Брайана Уилсона с солнечным ударом времён Голландии".
Кристиан Хоард из AllMusic отметил, что «Возможно, Buzzle Bee — это самая необычная работа группы, поскольку Llamas выдали восемь треков, полных великолепных симфонических поп-аранжировок и отстранённых, ленивых мелодий, которые то и дело выныривают из всевозможных студийных переделок».

## Список композиций
Все песни написаны Шоном О’Хаганом.
1. «The Passing Bell» — 6:31
2. «Pat Mingus» — 4:25
3. «Get Into the Galley Shop» — 4:38
4. «Switch Pavilion» — 4:28
5. «Tambourine Day» — 3:36
6. «Sleeping Spray» — 5:05
7. «New Broadway» — 5:11
8. «Bobby’s Court» — 5:55

В некоторые издания альбома включена песня «2 Part Byke» (6:04).